# Аркона (Јаромарзбург)
Аркона (Јаромарсбург) је град и верски центар полапског словенског племена Рујан.